# Віїшоара (Пеунешть, Вранча)
Віїшоара (рум. Viișoara) — село у повіті Вранча в Румунії. Входить до складу комуни Пеунешть.
Село розташоване на відстані 195 км на північний схід від Бухареста, 39 км на північ від Фокшан, 128 км на південь від Ясс, 100 км на північний захід від Галаца, 123 км на схід від Брашова.

## Населення
За даними перепису населення 2002 року у селі проживали 1274 особи, з них 1273 особи (99,9%) румунів. Усі жителі села рідною мовою назвали румунську.